# Kalimulyo
Kalimulyo is een bestuurslaag in het regentschap Pati van de provincie Midden-Java, Indonesië. Kalimulyo telt 1713 inwoners (volkstelling 2010).